# Ancana
Ancana là chi thực vật có hoa trong họ Annonaceae.